# Cincinnati Wings
Cincinnati Wings var ett amerikanskt professionellt ishockeylag som spelade i Central Professional Hockey League (CPHL) för säsongen 1963-1964. De spelade sina hemmamatcher i inomhusarenan Cincinnati Gardens i Cincinnati i Ohio. Laget härstammade från Indianapolis Capitols som bara spelade nio matcher under säsongen innan laget flyttades till Cincinnati och blev Wings. Anledningen till flytten var att Capitols stod utan hemmaarena efter att Indiana State Fairgrounds Coliseum fick stora skador efter att läckt propan exploderade och som resulterade i att 81 personer omkom och uppemot 400 skadades vid olyckan.
Både Wings och Capitols var samarbetspartner till Detroit Red Wings i den nordamerikanska proffsligan National Hockey League (NHL). Efter att säsongen var över och att Cincinnati Wings visade upp katastrofala publiksiffror beslutade Red Wings att flytta laget igen och den här gången till Memphis i Tennessee och blev Memphis Wings.